# Ariadne dongalae
Ariadne dongalae is een vlinder uit de familie Nymphalidae. De wetenschappelijke naam van de soort is voor het eerst geldig gepubliceerd in 1903 door Hans Fruhstorfer.